# 義大利政治

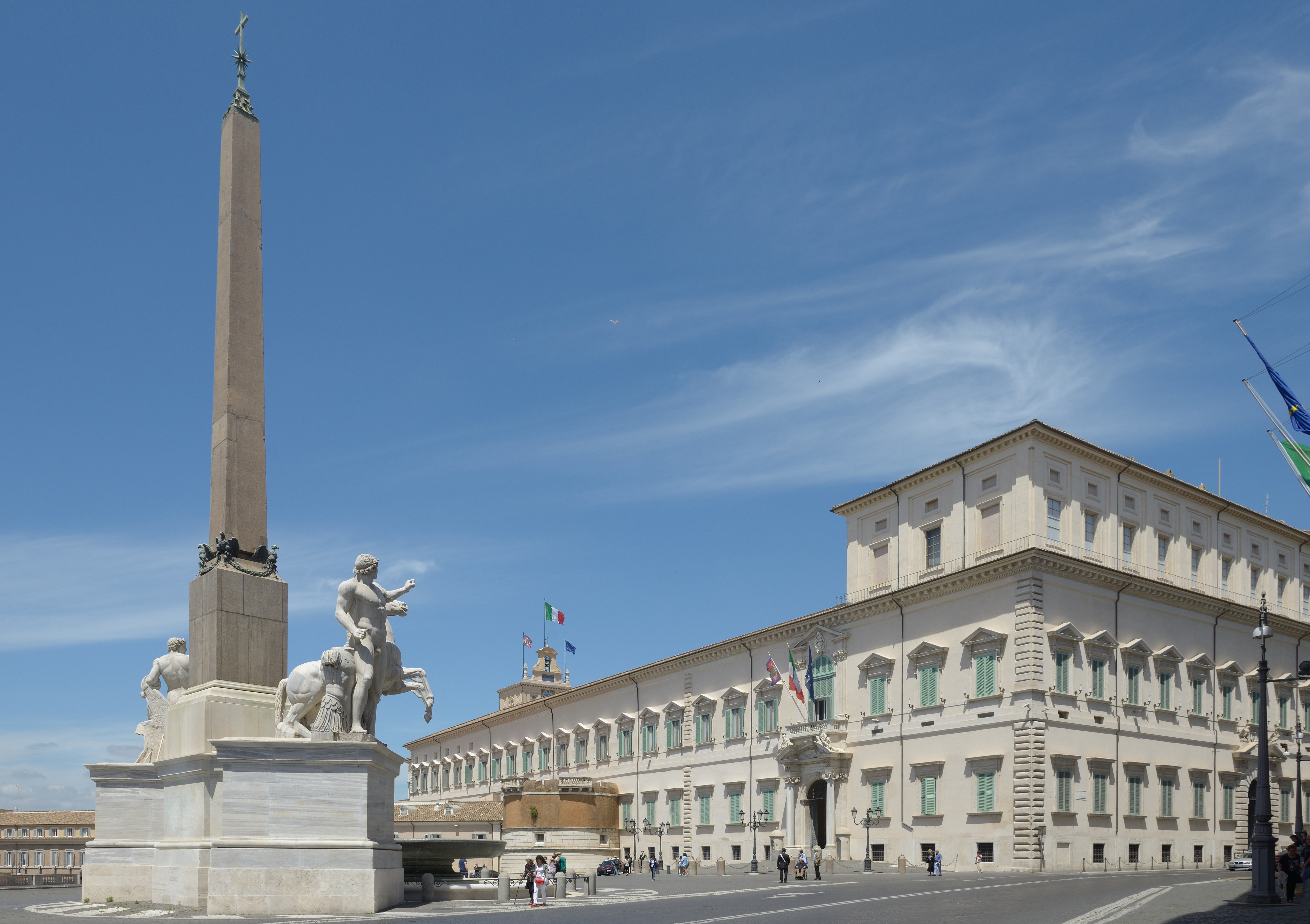
奎里纳尔宫（Quirinal Palace）是義大利總統的官邸

義大利共和國現行憲法於1948年1月日由立憲大會通過。憲法上規定義大利是一個建立在勞動基礎上的民主共和國。議會由最高立法和監督機構，採用兩院制議會形式，由共和國參議院和眾議院組成。兩院權力相等，可各自通過決議，但兩院決議相互關聯。參、眾兩院分別有315個和630個席位，參、眾議員均由普選產生（義大利公民年滿18歲即可享有選舉權，但年滿25方可有權參選議員），兩院議員任期5年。憲法法院主要是檢查和監督法律條文是否符合憲法，由15名法官組成，任期9年，不得兼職，享有豁免權。此外，還依次設有地方調解法官、初審法院（輕罪）、法庭、初審法院（負責民事和刑事案件）、上訴法院、審計院（主管公共帳目及養老金）等。

## 行政部門

### 总统

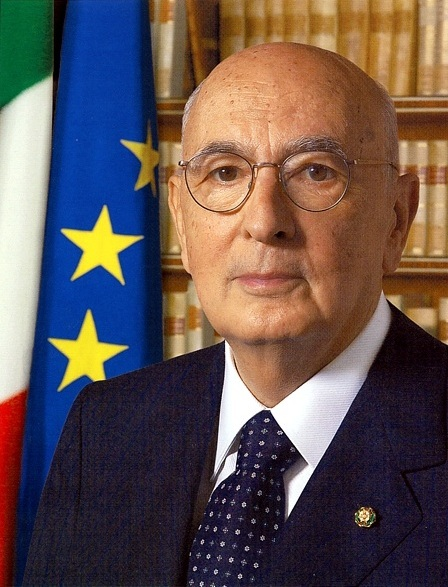
前任意大利总统纳波利塔诺

意大利总统任期7年，可连选连任。年满五十岁的意大利公民都可参选。总统由国会众参两院的联席会议选举产生，选举成员除了国会议员外，还包括每个地区各3名的代表，以及奥斯塔山谷的一名代表。
总统在名义上被赋予了许多权力，包括任命部长会议主席（总理），颁布法令等。但在实际上，这些权力基本是象征性的，而且由于总统签署的所有法令都需总理及部长副署，因此实际权力掌控在总理及部长会议（内阁）手中。

### 部长会议主席
意大利部长会议主席（通称总理）是政府首脑，掌有实际的行政权。部长会议主席经意大利国会两院议决指名及信任投票，再由意大利总统依此任命，不一定需要由国会议员担任。
現任的部長會議主席是意大利兄弟黨籍的喬治亞·梅洛尼。

## 立法部門
國會參、眾兩院分別有200個和400個席位，參、眾議員均由普選產生，兩院議員任期最長為5年。

## 司法部門
憲法法院主要是檢查和監督法律條文是否符合憲法，由15名法官組成，任期9年，不得兼職，享有豁免權。此外，還依次設有地方調解法官、初審法院（輕罪）、法庭、初審法院（負責民事和刑事案件）、上訴法院、審計院（主管公共帳目及養老金）等。

## 選舉制度
二次大戰之後，義大利於1948年廢除君主立憲體制，實施民主共和體制，眾議院（國會下議院）選舉長期以來採取政黨名單比例代表制。1993年義大利選舉制度的變革，是當時人民強烈要求政治改革，政治菁英不得不屈從民意而被迫進行制度調整的結果。義大利的混合制最為特殊的制度設計是政黨名單比例代表制部分的席次分配方式。義大利的混合制，是希望透過單一選區制的採行，減少國會中政黨的數量，形成兩大黨為主的政黨體系，增加國會中單一政黨席次過半的機會，藉此促成內閣的穩定。在混合制實施了十多年後，2005年12月，義大利又修改法律，將眾議院選舉制度由混合制改回比例代表制。2017年10月，義大利又通過了名為Rosatellum 2.0的選舉法案，37%的席位將由單一選區制產生，剩下63%的席位則採用比例代表制選出。